# 오현철
오현철(吳賢喆,  1985년 6월 28일 ~ )은 대한민국의 배우이다. 1995년 MBC 베스트극장 《‘인연’》을 통하여 아역배우 첫 데뷔하였다.

## 학력
- 안양예술고등학교 연극영화과 졸업
- 세종대학교 영화예술학과 학사
- 세종대학교 문화예술컨텐츠 대학원 공연예술학과 석사과정

## 연기 활동

### 영화
- 1996년 《박봉곤 가출 사건》 ... 최석구 역
- 1998년 《퇴마록》 ... 준후 역
- 1999년 《내 마음의 풍금》 ... 범호 역
- '2002년 《묻지마 패밀리》'
- 2005년 《미스터 소크라테스》 ... 배재학 역
- 2007년 《세븐 데이즈》 ... 최면강의 남학생 역

### 드라마
- '1995년 MBC TV 단막극 《MBC 베스트극장 - 인연》'
- 1996년 MBC TV 단막극 《MBC 베스트극장 - 작은 성》
- 1996년 SBS TV 미니시리즈 《도둑》
- 1996년 MBC TV 추석특집극 《멸치 선생의 식탁》
- 1996년 MBC TV 미니시리즈 《일곱개의 숟가락》 ... 소령 역
- 1997년 MBC TV 주말연속극 《예스터데이》 ... 영호 역
- 1997년 KBS 2TV 납량기획드라마 《전설의 고향 - 1997년》〈가는 이 고개〉
- 1997년 SBS TV 아침연속극 《당신 뿐인데》
- 1997년 KBS 2TV 수목드라마 《그대 나를 부를 때》
- 1998년 MBC TV 미니시리즈 《사랑》
- 1998년 KBS 1TV TV소설 《너와 나의 노래》
- 1998년 SBS TV 월화드라마 《은실이》 ... 이민재 역
- 1998년 KBS 2TV 주말연속극 《종이학》 ... 지성 역
- 1998년 KBS 2TV 미니시리즈 《천사의 키스》
- 1999년 MBC TV 특별기획드라마 《국희》
- 1999년 KBS 2TV 어린이드라마 《어린 왕자》
- 1999년 KBS 2TV 아침드라마 《만남》
- 2000년 KBS 1TV 대하드라마 《태조 왕건》 ... 어린 왕건 역
- 2001년 SBS TV 주말극장 《화려한 시절》 ... 석진의 과외학생 역
- '2002년 SBS TV 일일드라마 《오남매》 ... 어린 김창민 역'
- '2002년 KBS 1TV TV소설 《인생화보》'
- '2002년 MBC 특별기획드라마 《어사 박문수》 ... 어린 박문수 역'
- '2002년 MBC 청춘시트콤 《논스톱3》'
- 2003년 KBS 1TV 설날특집극 《천년의 꿈》 ... 어린 태상 역
- 2003년 KBS 1TV 대하드라마 《무인시대》 ... 고종 역
- 2003년 KBS 2TV 단막극 《드라마시티 - 나의 아름다운 첫사랑》 ... 어린 우준 역
- 2004년 SBS TV 광복60년 대하드라마 《토지》 ... 김영호 역
- 2007년 KBS 2TV 수목드라마 《마왕》 ... 어린 김영철 역
- 2011년 SBS TV 드라마 스페셜 《싸인》 ... 우재원 역
- 2012년 SBS TV 특별기획드라마 《신의》 ... 충혜왕 역
- 2013년 OCN 《특수사건 전담반 TEN 2》 ... 박준영 역

### CF(광고)
- SK커뮤니케이션 ‘네이트 모띠’
- 농심 '펀치면'
- 롯데푸드 ‘나일등’
- 팔도 ‘유령감자’
- 두산동아백과사전
- LG IBM

### 뮤직비디오
- 1999년 화이트뱅크『세상엔 없는 사람』